# August Friedrich Zintl
August Friedrich Zintl (* 5. August 1900 in Weiden in der Oberpfalz; † 1956 München) war ein deutscher Grafiker und Landschaftsmaler. Zintl signierte auch mit dem Vornamen Hans.

## Leben
Zintl studierte ab dem Wintersemester 1920 an der Münchener Kunstakademie Grafik bei Peter Halm und Adolf Schinnerer. 1921 hielt er sich zu einer Studienreise in Italien auf. 1928 gewann er ein Stipendium der Stadt München und reiste damit nach Nordafrika, Griechenland und in die Türkei.
In seinen Grafiken war Zintl eher der Schule Halms verpflichtet, seine Ölgemälde waren vor allem von Schinnerer beeinflusst. Zintl entwickelte in den 1920er Jahren ein eigenes Kolorit. Seine Landschaften malte er nicht in realistischen Naturfarben, sondern verwendete kräftige Mischtöne wie Violettrosa, Moos- oder Resedagrün nahezu konturlos nebeneinander. Die Landschaftsbilder entwickeln so eine unwirklich-phantastische Stimmung mit kulissenhafter Wirkung, die dem Modestil der 1920er und 1930er Jahre entsprach.
Zintl starb 1956 und wurde auf dem Waldfriedhof München bestattet.
Sein Bruder war der Chemiker Eduard Zintl.